# OMR安纳瑟
安纳瑟奥林匹克莫斯塔克贝尔溪流足球俱乐部（法語：Olympic Mostakbel Ruisseau de El Annasser，OMR El Annasser）是阿尔及利亚首都阿尔及尔安纳瑟区的足球俱乐部，俱乐部创建于1962年。俱乐部主体育场为1995年8月20日体育场i(Stade 20 Août 1955)。

## 球队荣誉
- 阿尔及利亚国家锦标赛乙组 冠军 2006年